# Peromyscus mayensis
Peromyscus mayensis és una espècie de mamífer rosegador de la família dels cricètids. És endèmic de Guatemala, on viu a altituds d'entre 2.900 i 3.000 msnm. El seu hàbitat natural són els boscos madurs d'altiplà. Està amenaçat per la tala d'arbres, els incendis forestals i fenòmens climàtics com ara El Niño. El seu nom específic, mayensis, significa ‘dels maies’ en llatí.